# Gennarbyviken
Gennarbyviken är en sjö i kommunerna Raseborg och Hangö i landskapet Nyland i Finland. Arean är 10,77 kvadratkilometer och strandlinjen är 59,356 kilometer lång. Sjön  ingår i Södra Skärgårdshavets avrinningsområde.   Den ligger omkring 91 km väster om Helsingfors. Ytan är nära havsnivån. Sjön har skapats på konstgjord väg genom att en havsvik avskiljdes med en fördämning som byggdes 1957 för att tillgodose industrins vattenbehov. Dess vatten är numera sött (salthalten är under 0,05 promille).
Bland annat vigg, knipa, skäggdopping, gräsand, sothöna och rördrom häckar i Gennarbyviken. Den är även ett viktigt område för smålommen.

## Öar
I sjön finns öarna Ekö, Aspholmen, Krokbyholmen, Vårholmen, Hästvikgrundet, Käringen, Gubben, Hopaholmen, Enholmen och Storholmen.